# Abraham Bredius
Abraham Bredius (1855-1946) est un historien de l'art, collectionneur d'art et directeur de musée néerlandais.

## Biographie
Abraham Bredius naît le 18 avril 1855 à Amsterdam.
Il est actif à Florence en 1878, où il rencontre Wilhelm von Bode, qui lui a suggéré de se spécialiser dans la peinture hollandaise ancienne. Il se spécialise notamment sur Rembrandt, mais a de nombreuses divergences d'opinion avec Cornelis Hofstede de Groot à ce sujet.
Il vit ensuite à Amsterdam de 1880 à 1888, où il est le directeur adjoint du musée des Pays-Bas d'histoire et d'art (nl). Il contribue régulièrement pour les magazines d'art Oud Holland et Künstler-Inventare.
En 1889, il s'installe à La Haye, où il est directeur du Mauritshuis (le Cabinet royal des peintures) jusqu'en 1909.
Il quitte les Pays-Bas pour des raisons de santé en 1922 et s'établit à Monaco. Il publie des ouvrages sur Jan Steen (en 1927) et surtout le Catalogue raisonné de Rembrandt de 1935 (en) qui devient un ouvrage de référence et que l'on référence souvent comme le « Bredius 1935 ». Le catalogue raisonné de Bredius a servi de point de départ de l'étude du Rembrandt Research Project pour composer leur Corpus, dès la création de ce groupe de spécialistes en 1968 : il s'agissait de traiter (authentifier, étudier, etc.) les 611 tableaux mentionnés par Bredius, ainsi que ceux qui avaient été découverts par la suite.
Il meurt à Monaco le 13 mars 1946.

## Publications

### Seul
- Catalogue des tableaux du Rijks-museum, T. van Holkema, 1885[4]
- Catalogue des peintures du Musée de l'état à Amsterdam, Tj. van Holkema, 1888
- Les chefs-d'œuvre du Musée royal d'Amsterdam, J. Rouam, 1893
- Catalogue des peintures du musée de l'État à Amsterdam, Van Holkema et Warendorf, 1897
- Rembrandt Gemälde, Phaidon Verlag, Vienne, 1935

### En collaboration
- (en) The Complete Edition of the Paintings [of] Rembrandt (avec Horst Gerson), Phaidon, 1969, 1973.
- (nl) Oud-Holland: tijdschrift voor Nederlandse kunstgeschiedenis, Volume 95 (avec Nicolaas de Roever), Netherlands Institute for Art History, 1981.

## Postérité
Collectionneur d'art, il lègue ses papiers et ses notes au Rijksbureau voor Kunsthistorische Documentatie et c'est sa collection privée, d'environ 200 peintures (dont certaines de Rembrandt ; ainsi que des dessins, meubles anciens, argenterie, verrerie et chinoiseries), qui constitue la base du musée Bredius de La Haye, qui était son domicile,.